# Cacavei
Cacavei (Cacaven, Cacavem, Kakavei, Kakaven, Cacuvem, Kakavém) ist ein osttimoresisches Dorf und Suco im Verwaltungsamt Lospalos (Gemeinde Lautém).

## Der Ort
Das Dorf Cacavei liegt im Nordwesten des Sucos auf einer Meereshöhe von 303 m. In unmittelbarer Nachbarschaft von Cacavei liegen die Siedlungen Laiara, Maluro und Paihira. Das Siedlungszentrum verfügt über eine Grundschule und eine Gesundheitsstation.

## Der Suco
Cacavei hat 1.195 Einwohner (2022), davon sind 584 Männer und 611 Frauen. Im Suco gibt es 217 Haushalte. Fast 95 % der Einwohner geben Fataluku als ihre Muttersprache an. Minderheiten Sa’ane, Makasae, Tetum Prasa, Tetum Terik und Makalero.
Vor der Gebietsreform 2015 hatte Cacavei eine Fläche von 50,50 km². Nun sind es 50,94 km². Der Suco liegt im Westen des Verwaltungsamts Lospalos. Im Norden grenzt er an den Suco Leuro und im Nordosten an den Suco Souro, im Südosten an den Suco Lore I. Im Südwesten liegt das Verwaltungsamt Iliomar mit seinem Suco Fuat und im Nordwesten das Verwaltungsamt Lautém mit dem Suco Maina II.
Quer durch den Suco fließt von Norden nach Süden der Fluss Paunara, der im Suco Souro seine Quellen hat. Von Westen her mündet hier der in Cacavei entspringende Fluss Ainarauteu. An der Südgrenze schwenkt der Paunara nach Südosten und bildet ab hier die Grenze zum Suco Fuat. Nachdem aus Fuat der Pirusoro auf den Grenzfluss trifft, ändert er seinen Namen in Namaluto. Den südlichen Teil der Grenze zwischen Cacavei und Souro bildet der Fluss Vahurau. Sobald er die Grenze zu Lore I erreicht, mündet er in den Grenzfluss Tchino, der dann entlang der Grenze weiter nach Westen fließt und schließlich in den Namaluto mündet.
Östlich des Siedlungszentrum Cacavei liegen Choquiro und Vatalara, südlich der Ort Tcharano (Charano). Die Orte liegen an der Überlandstraße, die die Gemeindehauptstadt Lospalos mit Iliomar verbindet. Östlich des Paunara liegen im Suco keine größeren Siedlungen mehr.
In Cacavei befinden sich die vier Aldeias Laiara, Paihara, Solepara und Tcharano.

## Politik
Bei den Wahlen von 2004/2005 wurde José Marques zum Chefe de Suco gewählt und 2009 in seinem Amt bestätigt. Bei den Wahlen 2016 gewann Mario Dias Quintas.